# Кулеба Микола Миколайович
Микола Миколайович Кулеба (нар. 23 березня 1972, Київ) — український громадський і політичний діяч, засновник і керівник організації «Save Ukraine», Уповноважений Президента України з прав дитини (2014—2021). Один із засновників руху за права дітей в Україні, ініціатор створення сучасної системи захисту прав дітей, їх законних інтересів, ініціатор вдосконалення профільного законодавства України. Президент Міжнародної Благодійної організації «Служба порятунку дітей», Співзасновник Національного Альянсу «Україна без сиріт».
Як керівник «Save Ukraine» побудував найбільшу мережу з евакуації людей із зони бойових дій – з 2014 року волонтерами організації було повернуто евакуйовано понад 160 тис людей. Також благодійна організація має потужну систему порятунку дітей з тимчасово окупованих територій та території росії. «Save Ukraine» співпрацює з глобальними організаціями та урядами країн на 5 континентах. Діяльність організації відзначено нагородами The Last Girl Awards (2023), Manhae Peace Prize (2023), International Four Freedoms Award (2024), The OXI Day Award (2024).Відзначений премію у галузі захисту прав людини імені Сергія Магнітського у номінації «Видатний правозахисник» у 2023 році.

## Життєпис
- 1989 — слюсар-інструментальник виробничого об'єднання імені Артема[12].
- 1990–1994 — навчався у Київському інституті народного господарства[12].
- 1993–2002 — працював у різних комерційних структурах столиці[12].
- 2007 — закінчив Європейський університет фінансів, інформаційних систем, менеджменту і бізнесу, бакалавр менеджменту, а наступного 2008 року здобув у тому ж закладі ступінь магістра з маркетингу[12].

### Громадська діяльність
2001 року заснував, а в 2002 році очолив благодійну організацію «Відкрите серце». Кулеба вирішив присвятити своє життя порятунку дітей, коли зустрів групу безпритульних дітей, які жили у підземному колекторі тепломереж біля Деміївської площі у Києві. У цей період близько 100 тисяч дітей в Україні жили на вулиці. Після побачено Микола Кулеба створив у Києві мережу центрів опіки для дітей-сиріт з метою повернення їх до домівок або влаштування до прийомних сімей. За п'ять років роботи у цій організації Микола Кулеба створив модель реабілітації дітей вулиці та відкрив мережу спеціалізованих центрів по роботі з безпритульними дітьми. 2006 року очолив міжнародну благодійну організацію «Служба порятунку дітей».

### Державно-службова діяльність
З 2006 по грудень 2014 — начальник служби у справах дітей Київської міської державної адміністрації.
За цей час сформував столичну політику стосовно захисту прав дітей, впровадив ряд міських дитячих програм, розвинув сімейні форми виховання дітей-сиріт та профілактичну роботу з сім'ями у складних життєвих обставинах (в результаті кількість дітей-сиріт в інтернатних закладах зменшилася у п'ять разів), відкрив перший в країні «Міський центр дитини», який запровадив навчання для усиновлювачів, активізував влаштування дітей-сиріт у сім'ї.
17 грудня 2014 року призначений Уповноваженим Президента України з прав дитини.
19 травня 2019 року звільнений Президентом Петром Порошенком з цієї посади і 1 червня 2019 — перепризначений на цю ж посаду Президентом України Володимиром Зеленським.
Як Уповноважений Президента України з прав дитини об’єднав і координував зусилля уряду і громадського сектору з метою вироблення цілісної державної політики та створення цільових державних програм, які стали ефективним механізмом запобігання, виявлення та протидії торгівлі людьми, а також надання допомоги постраждалим від торгівлі людьми. Ініціював реформу державних дитячих закладів та став співавтором національної стратегії деінституціалізації. Координував розробку політики із захисту дітей від булінгу та запровадження покарання за знущання над дітьми, зокрема за кібербулінг.
У травні 2020 року Микола Кулеба викликав скандал, коли назвав сурогатне материнство «торгівлею дітьми».
15 червня 2021 року Президент України Володимир Зеленський звільнив Кулебу з посади дитячого омбудсмена у зв'язку з трансформацією інституту уповановажених Президента України.

### Діяльність після початку російсько-української війни
Після вторгнення Росії в Крим і Донбас у 2014 році, Кулеба став співзасновником рятувальної мережі «Save Ukraine», яка координує роботу десятків організацій, волонтерів, фізичних і юридичних осіб для допомоги внутрішньо переміщеним особам, з особливим акцентом на дітей. «Save Ukraine» евакуювала понад 105 тисяч людей з передової та надала психологічну допомогу понад 120 тисячам. Щодня на гарячу лінію «Save Ukraine» надходить понад 300 запитів на допомогу та керує розширеною мережею громадських центрів, які займаються лікуванням травм, спричинених війною, і працюють над відновленням гідності в житті людей, надаючи їжу, притулок, медичну та психіатричну допомогу. Від початку повномасштабного вторгнення Save Ukraine займається поверненням депортованих дітей в Україну. Команда Миколи Кулеби повернула в Україну з Росії та тимчасово окупованих територій 565 дітей — це 55% від 1032 дітей, яких загалом було повернуто з ТОТ та росії. Діяльність «Save Ukraine» була відзначена преміями The Last Girl Awards (2023), Manhae Peace Prize (2023), International Four Freedoms Award (2024), The OXI Day Award (2024).
«Save Ukraine» співпрацює з Офісом Президента України, Уповноваженим Верховної Ради України, Радницею-уповноваженою Президента України з прав дитини та дитячої реабілітації, Офісом Генерального прокурора України та обласними прокуратурами, є членом ініціативи Президента України Bring Kids Back UA. На міжнародному рівні «Save Ukraine» співпрацює з глобальними і національними організаціями та органами влади країн з 5 континентів — Канади, Великобританії, США, Німеччини, Польщі, Японії, Південної Кореї, Нідерландів, Швейцарії, Австралії, Бразилії, Уганди, Європейським парламентом, Європейським Союзом, ООН, Всесвітнім економічним форумом, Міжнародним Комітетом Червоного Хреста, ПРООН, ЮНІСЕФ, ОБСЄ, Європейською Комісією, Агентством ООН у справах біженців, 41 країною Міжнародної коаліціії з повернення українських дітей, Міжнародним кримінальним судом. Керівник «Save Ukraine» Микола Кулеба виступав у Палаті громад Канади, в Конгресі США, на засіданнях Комітету із закордонних справ Парламенту Великобританії, Раді Безпеки ООН, брав участь у панельних дискусіях Всесвітнього економічного форуму, Clinton Global Initiative та Глобальному саміті миру.

### Аварія 2019 року
24 листопада 2019 року Микола Кулеба потрапив до серйозної ДТП у смт Чабани на Київщині, порушивши правила і проїхавши на червоний сигнал світлофора. Двоє дітей Миколи Кулеби отримали травми, одна з них потрапила до реанімації. За фактом ДТП було відкрито кримінальне провадження за ст. 286 (Порушення правил безпеки дорожнього руху) КК України. Станом на травень 2020 року ця справа досі не закрита.

## Сімейний стан
Одружений, виховує чотирьох дітей.

## Нагороди
- Орден Данила Галицького (2008)[79],
- Magnitsky Human Rights Award, номінація «Видатний правозахисник» (2023),
- Manhae Peace Prize[24] (2023, відзнака «Save Ukraine»),
- OXI Courage Award (2024, відзнака «Save Ukraine»),
- Last Girl Award[23] (2023, відзнака «Save Ukraine»),
- International Four Freedoms Award[25] (2024, відзнака «Save Ukraine»).